# Distretto di Sant'Angelo
Il distretto di Sant’Angelo era il nome di un distretto ideato dal governo della Repubblica Cisalpina nel Dipartimento d'Olona dopo il colpo di Stato del 1798.

## Storia
La Costituzione della Repubblica Cisalpina progettò un nuovo ordinamento degli enti locali lombardi, partendo dal presupposto di una nuova geografia basata su una razionalizzazione illuministica anziché sui retaggi di secoli di storia. La funzione dei distretti, che andavano a sostituire l'istituto plurisecolare della pieve, sarebbe divenuto quello di svolgere le più alte funzioni municipali nelle aree di notevole parcellizzazione comunale. Il golpe militare del 1798 ne ridusse il numero, onde ricavare risparmi per le spese belliche.
Il distretto di Sant’Angelo, il cui capoluogo continuava a rimanere antistoricamente separato dai suoi vicini lodigiani, divenne il numero 2 dell'Olona, e raggruppò questi comuni: S. Angelo, S. Colombano, Graffignana, Caselle, Marudo, Valera Fratta, Vidardo, Miradolo, Copiano, Monte Leone, Gerenzago, Inverno, Megherno, Monte, Torre d’Arese, Villanterio, Castiraga, Salerano, Casaletto, Genzone.
Dopo un solo anno l'invasione austriaca travolse comunque tutto ristabilendo in pieno comuni e vecchie delegazioni. Anche quando l’anno successivo, il 1800, prontamente tornarono i francesi, si preferì a questo punto mantenere provvisoriamente le autorità locali in essere fino a che nel 1801 la nuova Repubblica Italiana di Napoleone, ben più moderata, preferì ristabilire i confini storici tra comuni pavesi nell’Olona e lodigiani nell’Alto Po. 

## Territorio
Il territorio del distretto fu composto da Sant’Angelo, San Colombano, e il distretto di Villanterio.